# Ferdinand Reynold Schoeman
Ferdinand Reynold Schoeman (* 26. Juli 1943 in Bloemfontein, Oranje-Freistaat) ist ein südafrikanischer Phykologe. Sein offizielles botanisches Autorenkürzel lautet „Schoeman“.

## Leben
Ab 1961 studierte Schoeman an der Universität des Oranje-Freistaats, wo er 1965 den Master of Science erlangte. 1971 wurde er an der Universität Pretoria zum Doctor of Science promoviert. 1966 wurde er Technischer Assistent an der botanischen Abteilung der Universität des Freistaates und 1967 Dozent. 1968 wurde er wissenschaftlicher Mitarbeiter am National Institute for Water Research (NIWR) des Council for Scientific and Industrial Research (CSIR) in Pretoria. 1976 wurde Schoeman zum Forschungsleiter am National Institute for Water Research ernannt. Schoeman befasste sich mit der Taxonomie, der Morphologie und Ökologie von Kieselalgen, insbesondere als Indikatoren für die Wasserqualität. Gemeinsam mit Robert Eldred Mostert Archibald (* 1940) verfasste er zwischen 1976 und 1980 das dreiteilige Werk The diatom flora of southern Africa. Schoeman beschrieb über 60 neue Kieselalgenarten aus zahlreichen Gattungen, darunter Achnanthes, Actinella, Amphora, Cocconeis, Cymbella, Eunotia, Fragilaria, Navicula und Pinnularia.

## Dedikationsnamen
Nach Schoeman sind die Kieselalgenarten Nupela schoemaniana, Achnanthes schoemaniana und Navicula schoemaniana benannt.